# Roc Oliva
Roc Oliva Isern, katalanisch Roc Oliva i Isern (* 18. Juli 1989 in Barcelona), ist ein ehemaliger spanischer Hockeyspieler. Er belegte bei den Olympischen Spielen 2008 mit der spanischen Nationalmannschaft den zweiten Platz, hinzu kam eine Silbermedaille bei Europameisterschaften.

## Sportliche Karriere
Roc Oliva spielte bis 2018 bei Atlètic Terrassa, mit einer Unterbrechung von 2012 bis 2015 beim Amsterdamsche Hockey & Bandy Club. 2018 wechselte Oliva zum Real Club de Polo de Barcelona. Mit Atlètic Terrassa war er mehrfach spanischer Meister. 
2007 bei der Europameisterschaft in Manchester bezwangen die Spanier im Halbfinale die deutsche Mannschaft nach Verlängerung und Penaltyschießen. Im Finale unterlagen sie den Niederländern mit 2:3. Bei den Olympischen Spielen 2008 in Peking unterlagen die Spanier in der Vorrunde den Deutschen mit 0:1, belegten aber den ersten Platz ihrer Vorrundengruppe. Im Halbfinale besiegten die Spanier die Australier mit 3:2. Im Finale trafen sie wieder auf das deutsche Team und verloren mit 0:1. Oliva kam in allen sieben Spielen zum Einsatz.
Oliva belegte mit der spanischen Mannschaft den fünften Platz bei der Weltmeisterschaft 2010 in Neu-Delhi. In den sechs Spielen erzielte er zwei Treffer. 2012 bei den Olympischen Spielen in London erreichten die Spanier nach einem dritten Platz in ihrer Vorrundengruppe am Ende den sechsten Platz. Nach dem fünften Platz bei der Europameisterschaft 2013 erreichten die Spanier bei der Weltmeisterschaft 2014 in Den Haag den achten Platz. 2015 bei der Europameisterschaft in London wurden die Spanier Sechste. Bei den Olympischen Spielen 2016 in Rio de Janeiro belegten die Spanier in ihrer Vorrundengruppe den zweiten Platz hinter den Belgiern. Dabei erzielte Roc Oliva bei seiner dritten Olympiateilnahme seine ersten beiden Treffer. Im Viertelfinale unterlagen die Spanier den Argentiniern mit 1:2.
Nach fast drei Jahren Pause in der Nationalmannschaft kehrte Roc Oliva 2019 für die Olympiaqualifikation zurück. Wegen der COVID-19-Pandemie wurden die Olympischen Spiele in Tokio erst 2021 ausgetragen. Die Spanier schieden im Viertelfinale mit 1:3 gegen die Belgier aus. Nach seiner vierten Olympiateilnahme und insgesamt über 200 Länderspielen beendete Roc Oliva seine Karriere in der Nationalmannschaft.

## Familie
Sein Vater Jordi Oliva nahm zweimal an olympischen Hockeyturnieren teil, seine Schwester Georgina Oliva dreimal.